# IJsland van A tot Z

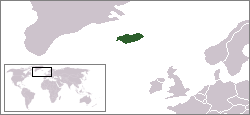
Locatie van IJsland

Deze lijst volgt niet de IJslandse gewoonte, namen van personen op voornaam te catalogiseren.

## A
Akureyri - Akureyrarflugvöllur - 
Almannaskarðsgöng - 
Árni Arason - 
Arnarnessgöng - 
Ólafur Arnalds - 
Adam Örn Arnarson - 
Örn Arnarson - 
Jón Gunnar Árnason - 
Halldór Ásgrímsson - 
Vladimir Ashkenazy - 
Dagny Ros Asmundsdottir

## B
Daði Bergsson - 
Bergvrouwe - 
Bessastaðir - 
Birkir Bjarnason - 
Björk - 
Hafþór Júlíus Björnsson - 
Sveinn Björnsson - 
Bolungarvíkurgöng

## D
Denemarken - 
Dettifoss - 
Diplomatieke missies van IJsland -
Dynjandi

## E
Edda -
Eiríks saga rauða - 
Sigurbergur Elísson - 
Leif Eriksson - 
Esja - 
Hólmar Örn Eyjólfsson

## F
Fáskrúðsfjarðargöng - 
Vigdís Finnbogadóttir - 
Alfreð Finnbogason - 
Bobby Fischer - 
Jón Guðni Fjóluson - 
Vala Flosadóttir - 
Fylkir Reykjavík

## G
Geiser - 
Geysir - 
Gljúfrasteinn - 
Jón Gnarr - 
Ólafur Ragnar Grímsson - 
Grímsvötn - 
Arnór Guðjohnsen - 
Eiður Guðjohnsen

## H
Geir Haarde - 
Hannes Hafstein - 
Hallgrímskirkja - 
Jónas Hallgrímsson - 
Gunnar Hansen - 
Birgitta Haukdal - 
Héðinsfjarðargöng - 
Herra Hnetusmjör - 
Bjarni Herjolfsson - 
Hekla - 
Höfði - 
Hvalfjarðargöng - 
Hvannadalshnúkur

## I
ÍB Keflavík - 
Icelandair - 
IJsduiker - 
IJsland - 
IJsland en de Europese Unie - 
IJslander (paard) - 
IJslander (schaap) - 
IJslanders (volk) - 
IJslands - 
IJslandse namen - 
IJslandse voetbalbond - 
Arnaldur Indriðason - 
ISO 3166-2:IS

## J
Katrín Jakobsdóttir - 
Matthías Jochumsson - 
Guðni Thorlacius Jóhannesson - 
Jóhann Jóhannsson - 
Ævar Örn Jósepsson

## K
Kabeljauwoorlogen - 
Kárahnjúkavirkjun - 
Jóhannes Sveinsson Kjarval - 
Knattleikr - 
Koninkrijk IJsland - 
Jón Kristinsson - 
Kuifduiker

## L
Laki - 
Halldór Laxness - 
Jón Leifs - 
Lijst van IJslandse schrijvers - 
Lofsöngur - 
Luchthaven Keflavík

## M
Marel - 
Louisa Matthíasdóttir

## N
Nonnahús - 
Silvía Nótt

## O
Oddsskarðgöng - 
Davíð Oddsson - 
Ólafsfjarðargöng - 
Friðrik Ólafsson - 
Ólafur Darri Ólafsson - 
Öræfajökull - 
Orkneyinga Saga

## P
Patroniem - 
Papegaaiduiker

## R
Heida Reed - 
Reykjavik - 
Erik de Rode - 
Sigur Rós

## S
Kolbeinn Sigþórsson - 
Jóhanna Sigurðardóttir - 
Jón Sigurðsson - 
Gylfi Sigurðsson - 
Skald - 
Egill Skallagrímsson - 
Snæfellsjökull - 
Steinn Steinarr - 
Snorri Sturluson - 
Strákagöng - 
Surtsey - 
Jón Sveinsson

## T
Emilíana Torrini - 
Ásgeir Trausti - 
Nína Tryggvadóttir

## U
Úrvalsdeild - 
Úrvalsdeild (vrouwen)

## V
Vættir - 
Vatnajökull - 
Vestfjarðargöng - 
Margrét Viðarsdóttir - 
Arnar Viðarsson - 
Bjarni Viðarsson - 
Vikingen

## W
Walvisjacht - 
Watervallen in IJsland

## Y
Yohanna

## Z
Zendstation Gufuskálar

## Þ
Sturla Þórðarson - 
Þórbergur Þórðarson